# سیتی ویکفیلد
 ویکفیلد  (به انگلیسی: City of Wakefield) شهری است در انگلستان واقع در ناحیه یورکشایر و هامبر. جمعیت این شهر ۳۲۶٬۴۰۰ نفر است.